# 单花翠雀花
单花翠雀花（学名：Delphinium candelabrum var. monanthum）为毛茛科翠雀属下的一个变种。

## 扩展阅读
- 維基物種上的相關：单花翠雀花